# Karos tersus
El opilión cavernícola (Karos tersus) es un arácnido perteneciente a la familia Stygnopsidae del orden Opiliones. Esta especie fue  descrita por Cruz-López & Francke en 2015. El nombre del género Karos proviene del griego y significa “sueño profundo”. El nombre específico tersum proviene del latín y significa “liso”, eso haciendo referencia a la reducción en la ornamentación dorsal del escudo.

## Descripción
Es una  especie es troglomórfica. El dimorfismo sexual no es notable. Las espinas del oculario son pequeñas, cercanas entre sí pero no fusionadas en las bases; metatarso II con tres anillos claros en los machos y dos en las hembras; apófisis dorsoectal de la coxa IV presente, incrementando su tamaño distalmente, similar en ambos sexos; ojos ligeramente pigmentados; dorso casi liso, líneas completas de tubérculos solo en las áreas II y IV, tubérculos pequeños excepto en el centro, los cuales son espiniformes; vientre densamente cubierto con tubérculos espiniformes; fila de tubérculos en la coxa I más largos que en las otras coxas; coxa IV más densamente cubierta de tubérculos; patela del pedipalpo con dos tubérculos mesodistales; patas con ornamentación similar en todas, cubiertas por pequeños tubérculos espiniformes.

## Distribución
El único registro publicado para esta especie la ubica en México, en el estado de San Luis Potosí.

## Hábitat
Se le encuentra exclusivamente dentro de cuevas.

## Estado de conservación
Esta especie de arácnido no se encuentra dentro de ninguna categoría de riesgo en las normas nacionales o internacionales.